# Comuna Dolînske, Zaporijjea
Dolînske (în ucraineană Долинське) este o comună în raionul Zaporijjea, regiunea Zaporijjea, Ucraina, formată din satele Baburka, Dolînske (reședința), Nove Zaporijjea și Novoslobidka.

## Demografie
Componența lingvistică a comunei Dolînske
     Ucraineană (80,21%)
     Rusă (18,26%)
     Alte limbi (1,53%)
Conform recensământului din 2001, majoritatea populației comunei Dolînske era vorbitoare de ucraineană (80,21%), existând în minoritate și vorbitori de rusă (18,26%).